# Evan Rotundo
Evan Rotundo (La Mesa, 9 juli 2004) is een Amerikaans-Frans voetballer die sinds 2022 onder contract ligt bij KRC Genk.

## Carrière
Rotundo werd geboren in de Verenigde Staten als zoon van een Amerikaanse vader en een Franse moeder. Op zijn zestiende trok hij naar Europa, waar hij stage liep bij Arsenal FC en SM Caen. Uiteindelijk koos hij voor Schalke 04, dat hem overnam van San Diego Surf.
In september 2022 ondertekende Rotundo een driejarig contract bij KRC Genk, dat hem aanvankelijk onderbracht bij Jong Genk, het beloftenelftal van de club dat uitkomt in Eerste klasse B. Daar zat toen nog steeds Michel Ribeiro, de man die hem twee jaar eerder al eens had proberen naar Genk te halen.
Op 18 november 2022 maakte hij zijn profdebuut: op de veertiende competitiespeeldag liet trainer Hans Somers hem tegen Lommel SK in de 67e minuut invallen. Een week later kreeg hij tegen RWDM zijn eerste basisplaats. Rotundo klokte in zijn debuutseizoen bij Jong Genk uiteindelijk af op negen officiële wedstrijden. Dat seizoen speelde hij ook vijf wedstrijden in de UEFA Youth League. Daarin scoorde hij eenmaal: in de tweede ronde opende hij de score in de 0-4-zege tegen Coleraine FC.

## Clubstatistieken
| Seizoen         | Club            | Land            | Competitie      | Competitie | Competitie | Beker | Beker | Supercup | Supercup | Europees | Europees | Totaal | Totaal |
| Seizoen         | Club            | Land            | Competitie      | Wed.       | Dlp.       | Wed.  | Dlp.  | Wed.     | Dlp.     | Wed.     | Dlp.     | Wed.   | Dlp.   |
| --------------- | --------------- | --------------- | --------------- | ---------- | ---------- | ----- | ----- | -------- | -------- | -------- | -------- | ------ | ------ |
| 2022/23         | Jong Genk       | Vlag van België | Eerste klasse B | 9          | 0          | —     | —     | —        | —        | —        | —        | 9      | 0      |
| Carrière totaal | Carrière totaal | Carrière totaal | Carrière totaal | 9          | 0          | 0     | 0     | 0        | 0        | 0        | 0        | 9      | 0      |

Bijgewerkt op 1 juni 2023.
1 Van Crombrugge ·
2 Pierre ·
3 Mujaid ·
6 Smets ·
7 Bonsu Baah ·
8 Heynen  ·
9 Oh ·
11 Oyen ·
14 Sor ·
15 Claes ·
17 Hrošovský ·
18 Kayembe ·
19 Medina ·
20 Karetsas ·
21 Bangoura ·
22 Manguelle ·
23 Steuckers ·
24 Sattlberger ·
27 Nkuba ·
32 Adedeji-Sternberg ·
34 Palacios ·
39 Penders ·
44 Kongolo ·
51 Brughmans ·
77 El Ouahdi ·
99 Tolu ·
Coach: Fink